# NGC 3870
NGC 3870 ist eine linsenförmige Zwerggalaxie vom Hubble-Typ S0 im Sternbild Großer Bär am Nordsternhimmel. Sie ist schätzungsweise 37 Millionen Lichtjahre von der Milchstraße entfernt und hat einen Durchmesser von etwa 10.000 Lichtjahren. 

Im selben Himmelsareal befindet sich u. a. die Galaxie IC 731.
Das Objekt wurde am 17. März 1790 von dem Astronomen Wilhelm Herschel mit seinem 18,7-Zoll-Spiegelteleskop entdeckt.